# Phorushalle
Die Phorushalle war eine Markthalle auf dem heute nicht mehr bestehenden Phorusplatz in Wien-Wieden und Margareten (4. und 5. Bezirk). Sie befand sich zwischen Phorusgasse, Leibenfrostgasse, Ziegelofengasse und Mittersteig direkt an der Grenze der beiden Bezirke.

## Geschichte

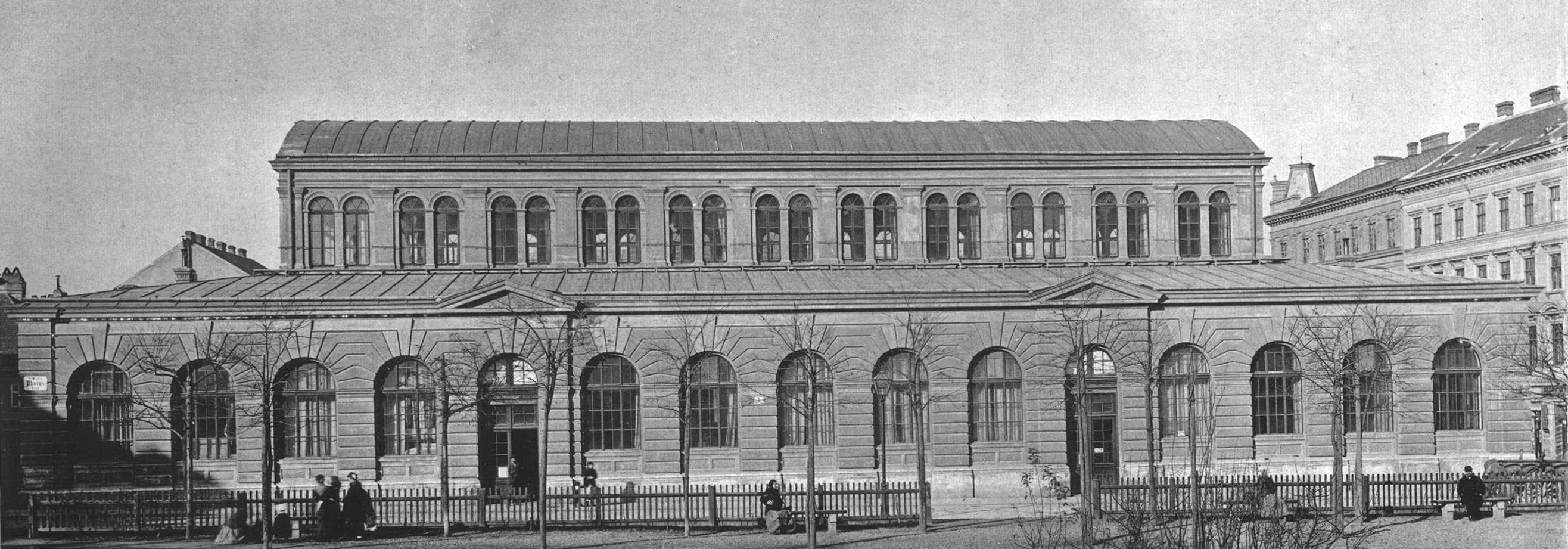
Die Markthalle am Phorusplatz (ca. 1885)

Im Frühjahr 1879 erfolgte der Gemeinderatsbeschluss zum Bau von vier Markthallen. Nach den Plänen des Architekten Friedrich Paul entstand neben anderen, wie der Halle beim Rathaus, die Markthalle auf dem Phorusplatz im 5. Wiener Gemeindebezirk. Die Markthalle wurde im Jahr 1880 eröffnet.
Die Phorushalle wurde 1913 renoviert. Sie hatte bis 1952 die Funktion einer Detailmarkthalle und wurde dann in eine Großmarkthalle für Blumen umgewandelt.
Als 1969 die Blumenhalle im Großmarkt Wien fertiggestellt war, stand die dann stillgelegte Halle am Phorusplatz bis 1979 leer.
Nach einer kurzen Besetzung durch Jugendliche wurde die Halle am 22. Oktober 1979 abgerissen und an ihrer Stelle ein Pensionistenheim errichtet.

## Architektur
1871 schlugen zwei Anbieter die herkömmliche Bauweise aus Ziegeln vor, die sich bei den bereits fertiggestellten Hallen bewährt hatte. Die Ziegelbauweise wurde vom Stadtbauamt nicht zuletzt wegen des Kostenvorteils bevorzugt. Auf den Wienerberg gab es damals florierende Ziegelbrennereien.

## Besetzung und Abriss
Die Markthalle stand seit 1969 leer und sollte einem Seniorenheim weichen. Kurz bevor sie geschleift werden sollte, hielt die Wiener ÖVP unter Erhard Busek und Jörg Mauthe am 20. Oktober 1979 einen „Ideenflohmarkt“ in der Halle ab. Unmittelbar nach dem Musikprogramm wurde die Veranstaltung von circa 200 Jugendlichen, die von der Arena (Wien) nach einem Fest der Burggarten-Bewegung eingetroffen waren, mit der Forderung nach einem selbstverwalteten Kommunikationszentrum gesprengt und die Halle besetzt.
Am Sonntag, 21. Oktober 1979, wurde die Halle von der Polizei umstellt. Im Laufe des Tages versammelten sich einige Hundert Sympathisanten; Sturmversuche an den Seiteneingängen blieben jedoch ohne Erfolg. Im weiteren Verlauf wurden einige Demonstranten (im Alter ab 14 Jahren) von der Polizei festgenommen. Nach Verhandlungen durften die Besetzer abziehen, wurden aber anschließend von der Polizei durch die halbe Stadt gejagt. Ein laut Presseberichten brutaler Polizeieinsatz folgte.
Einen Tag später, am Montag, dem 22. Oktober 1979, begann der Abriss der Halle.
Kurze Zeit später erstattete ÖVP-Landesparteisekretär Anton Fürst Anzeige gegen Peter Kreisky, Dieter Schrage und Herbert Brunner, die als Drahtzieher der Besetzung der Halle galten. Die Besetzung der Phorushalle ist im Kontext der Bewegung für Rasenfreiheit oder Burggarten-Bewegung zu sehen.

### Mediale Rezeption
- Medienwerkstatt Wien[6]
- Science ORF Zeitgeschichte[7]
- Fotos[8]

### Weiterführende Literatur
- Andreas Suttner: "Beton brennt": Hausbesetzer und Selbstverwaltung im Berlin, Wien und Zürich der 80er, Lit Verlag, Wien 2011[9]
- Wien Museum, "Besetzt! Kämpfe um Freiräume seit den 70er Jahren"[10]
- Cultural Broadcasting Archive, "100 Jahre Bruno Kreisky"[11]
- Amerlinghaus Ausstellung (27. Juni 2006 – 27. Juni 2006), "Kämpfe um Freiräume"[12]
- Andreas Zeese: Der vergessene Stadtraum. Wie der Wiener Phorusplatz entstand – und wieder verschwand. Ein Beitrag zur Geschichte des öffentlichen Raums in Wien[13]